# سيد سامسون
سيد سامسون هو سياسي كندي، ولد في 26 يناير 1943 في وندسور في كندا. نشط حزبياً في الحزب الديمقراطي الجديد. وقد انتخب عضو مجلس العموم الكندي.